# بيل ييتس
بيل ييتس (بالإنجليزية: Bill Yates)‏ (20 مارس 1903 في المملكة المتحدة - 13 أكتوبر 1978 بسلاو في المملكة المتحدة) هو لاعب كريكت ولاعب كرة قدم بريطاني (وحمل سابقاً جنسية المملكة المتحدة لبريطانيا العظمى وأيرلندا) في مركز حراسة المرمى. لعب مع بولتون واندررز ونادي واتفورد وNorthfleet United F.C. ‏.